# EIMA
Die Esposizione Internazionale di Macchine per l’Agricoltura e il Giardinaggio (EIMA, auch EIMA International) in Bologna ist eine Fachmesse für Land- und Gartenbautechnik und wird von der Federazione Nazionale Costruttori Macchine per l’Agricoltura (FederUnacoma) ausgerichtet und von der eigenen Dienstleistungsgesellschaft FederUnacoma Surl organisiert.
Zudem existieren mehrere Ableger im In- und Ausland, darunter die mittlerweile eingestellte EIMAGulf in Abu Dhabi, die ebenfalls eingestellte Eima South East Europe in Tirana, die EIMA Agrimach in Neu-Delhi und die Agrilevante by EIMA in Bari.

## Geschichte
Die EIMA wird seit 1969 ausgerichtet und findet seit 2006 in einem zweijährigen Turnus statt. Eine Ausnahme bildeten die Jahre 2020 und 2021. Aufgrund der COVID-Maßnahmen fand die EIMA im November 2020 nur digital statt, die Präsenzveranstaltung wurde in erst in den Februar 2021 und dann in den Oktober 2021 verschoben.

## Daten und Fakten
|      | Aussteller | Inland | Ausland | Besucher | Inland  | Ausland | Datum          |
| ---- | ---------- | ------ | ------- | -------- | ------- | ------- | -------------- |
| 2022 | 1.531      | 1.051  | 480     | 327.137  | 269.817 | 57.320  | 09.–13.11.2022 |
| 2021 | 1.364      | 1.023  | 341     | 270.700  | 244.797 | 25.903  | 19.–23.10.2021 |
| 2018 | 1.957      | 1.286  | 671     | 317.820  | 266.699 | 51.121  | 07.–11.11.2018 |
| 2016 | 1.915      | 1.260  | 655     | 284.849  | 240.318 | 44.531  | 09.–13.11.2016 |
| 2014 | 1.809      | 1.212  | 597     | 235.614  | 196.841 | 38.773  | 12.–16.11.2014 |
| 2012 | 1.750      | 1.192  | 558     | 196.192  | 164.059 | 32.133  | 07.–11.11.2012 |
| 2010 | 1.601      | 1.137  | 464     | 166.429  | 140.098 | 26.331  | 10.–14.11.2010 |
| 2008 | >1.600     | k. A.  | k. A.   | 140.682  | 118.173 | 22.509  | 12.–16.11.2008 |